# ديبرا إيفانز
ديبرا إيفانز (بالإنجليزية: Debra Evans)‏ هي مؤلفة أمريكية، ولدت في 28 يناير 1953 في بونتياك في الولايات المتحدة.